# Ereklasse korfbal 2013-2014
De Ereklasse is de hoogste competitie voor het Nederlandse veldkorfbal. Deze competitie wordt gespeeld via 2 poules, genaamd Ereklasse A en Ereklasse B. In elke poule zitten 6 teams. Elk team speelt 10 wedstrijden in het totale seizoen. Uit beide poules degradeert de onderste club direct. De bovenste 2 teams uit elke poule gaan door naar de kruisfinales. In die kruisfinales speelt de nummer 1 van Ereklasse A tegen de nummer 2 van Ereklasse B en de nummer 1 uit Ereklasse B speelt tegen de nummer 2 van de Ereklasse A. Deze kruisfinales zijn 1 wedstrijd en de beide winnaar spelen de landelijke veldfinale.
Het hele seizoen start in september, om te pauzeren begin oktober. Dan verplaatst korfbal naar de zaal en start de Korfbal League. Na het zaalseizoen hervat de veldcompetitie weer waar het gebleven was.

## Teams
| Club                 | Ereklasse Poule | Plaats           | Coach                            |
| -------------------- | --------------- | ---------------- | -------------------------------- |
| AKC Blauw-Wit        | A               | Amsterdam        | Rini van der Laan                |
| Nic.                 | A               | Groningen        | Harold Jellema                   |
| Dalto                | B               | Driebergen       | Ron Steenbergen                  |
| DVO                  | B               | Bennekom         | Jacko Vermeer                    |
| DOS'46/Engeldot      | B               | Nijeveen         | Herman van Gunst                 |
| CKV Unitas           | A               | Harderwijk       | Jan Willem van Nieuwenhuijsen    |
| Fortuna/MHIR         | A               | Delft            | Ard Korporaal & Joost Preuninger |
| KZ/Hiltex            | A               | Koog aan de Zaan | Gerald Aukes                     |
| OVVO/De Kroon        | B               | Maarssen         | Jennifer Tromp                   |
| PKC/Hagero           | B               | Papendrecht      | Ben Crum                         |
| TOP/Wereldtickets.nl | A               | Sassenheim       | Jan Niebeek                      |
| KVS                  | B               | Scheveningen     | Marrien Ekelmans                 |

## Seizoen
Ereklasse A
| pos | club          | gs | w | g | v | pnt | dv  | dt  | dt  |
| --- | ------------- | -- | - | - | - | --- | --- | --- | --- |
| 1.  | Koog Zaandijk | 10 | 8 | 0 | 2 | 16  | 219 | 167 | +52 |
| 2.  | Fortuna       | 10 | 7 | 0 | 3 | 14  | 172 | 144 | +28 |
| 3.  | AKC Blauw-Wit | 10 | 7 | 0 | 3 | 14  | 184 | 154 | +30 |
| 4.  | TOP           | 10 | 5 | 0 | 5 | 10  | 175 | 150 | +25 |
| 5.  | Nic.          | 10 | 4 | 2 | 0 | 8   | 146 | 192 | -46 |
| 6.  | CKV Unitas    | 10 | 0 | 1 | 9 | 2   | 125 | 214 | -89 |

Ereklasse B
| pos | club   | gs | w  | g | v | pnt | dv  | dt  | dt  |
| --- | ------ | -- | -- | - | - | --- | --- | --- | --- |
| 1.  | PKC    | 10 | 10 | 0 | 0 | 20  | 241 | 161 | +80 |
| 2.  | Dalto  | 10 | 5  | 3 | 2 | 13  | 194 | 190 | +4  |
| 3.  | DVO    | 10 | 6  | 1 | 3 | 13  | 179 | 173 | +6  |
| 4.  | KVS    | 10 | 2  | 2 | 6 | 6   | 159 | 183 | -24 |
| 5.  | OVVO   | 10 | 2  | 2 | 6 | 6   | 150 | 185 | -35 |
| 6.  | DOS'46 | 10 | 1  | 0 | 9 | 2   | 177 | 208 | -31 |

## Play-offs en Finale
|  | Halve finale | Halve finale  | Halve finale |    |     | Finale        | Finale | Finale |
|  |              |               |              |    |     |               |        |        |
|  | A1           | Koog Zaandijk | 18           |    |     |               |        |        |
|  | B2           | Dalto         | 16           |    |     |               |        |        |
|  | B2           | Dalto         | 16           |    | A1  | Koog Zaandijk | 17     |        |
|  |              |               |              |    | A1  | Koog Zaandijk | 17     |        |
|  |              | A2            | Fortuna      | 15 |     |               |        |        |
|  | B1           | A2            | Fortuna      | 15 | PKC | 20            |        |        |
|  | B1           |               |              |    | PKC | 20            |        |        |
|  | A2           | Fortuna       | 23           |    |     |               |        |        |

| Veld Kampioen van Nederland 2014 |
| -------------------------------- |
| Koog Zaandijk                    |

## Promotie/Degradatie
De onderste ploeg uit Ereklasse A en de onderste ploeg uit Ereklasse B degraderen direct. Uit de Hoofdklasse promoveren dan 2 teams, die dan verdeeld worden over de Ereklasse poules.
Aan het eind van seizoen 2013-2014 degraderen DOS'46 en CKV Unitas.
Uit de Hoofdklasse promoveert LDODK en KCC.